# 항구구역
항구구역(港口區域)은 조선민주주의인민공화국 남포특별시를 구성하는 행정 구역 가운데 하나이다.

## 역사
1983년에 신설되었지만 2004년 1월 9일을 기해 폐지되었다. 2010년에 다시 신설되었다.

## 행정 구역
18동 10리를 관할한다.
- 중비석동 (中碑石洞)
- 중대두동 (中大頭洞)
- 하비석동 (下碑石洞)
- 하대두동 (下大頭洞)
- 한두동 (漢頭洞)
- 해안동 (海岸洞)
- 항구동 (港口洞)
- 후포동 (後浦洞)
- 건국1동 (建國1洞)
- 건국2동 (建國2洞)
- 문애동 (文艾洞)
- 문화동 (文化洞)
- 류사동 (柳沙洞)
- 상비석동 (上碑石洞)
- 상대두동 (上大頭洞)
- 선창동 (仙倉洞)
- 은덕동 (恩德洞)
- 역전동 (驛前洞)
- 지사리 (芝沙里)
- 초도리 (椒島里)
- 갈천리 (葛川里)
- 검산리 (檢山里)
- 어호리 (漁湖里)
- 신흥리 (新興里)
- 도지리 (島智里)
- 덕해리 (德海里)
- 동전리 (東箭里)
- 우산리 (牛山里)